# دزاگاوانک
دزاگاوانک (ارمنی: Ձագավանք؛ انگلیسی: Dzagavank) یک صومعه متعلق به کلیسای حواری ارمنی واقع در شهر آرینج، استان کوتایک ارمنستان می‌باشد. ساخت و ساز این ساختمان در سده ۷ میلادی؛ به پایان رسید. این بنا به سبک معماری ارمنی طراحی شده است.

## نگارخانه

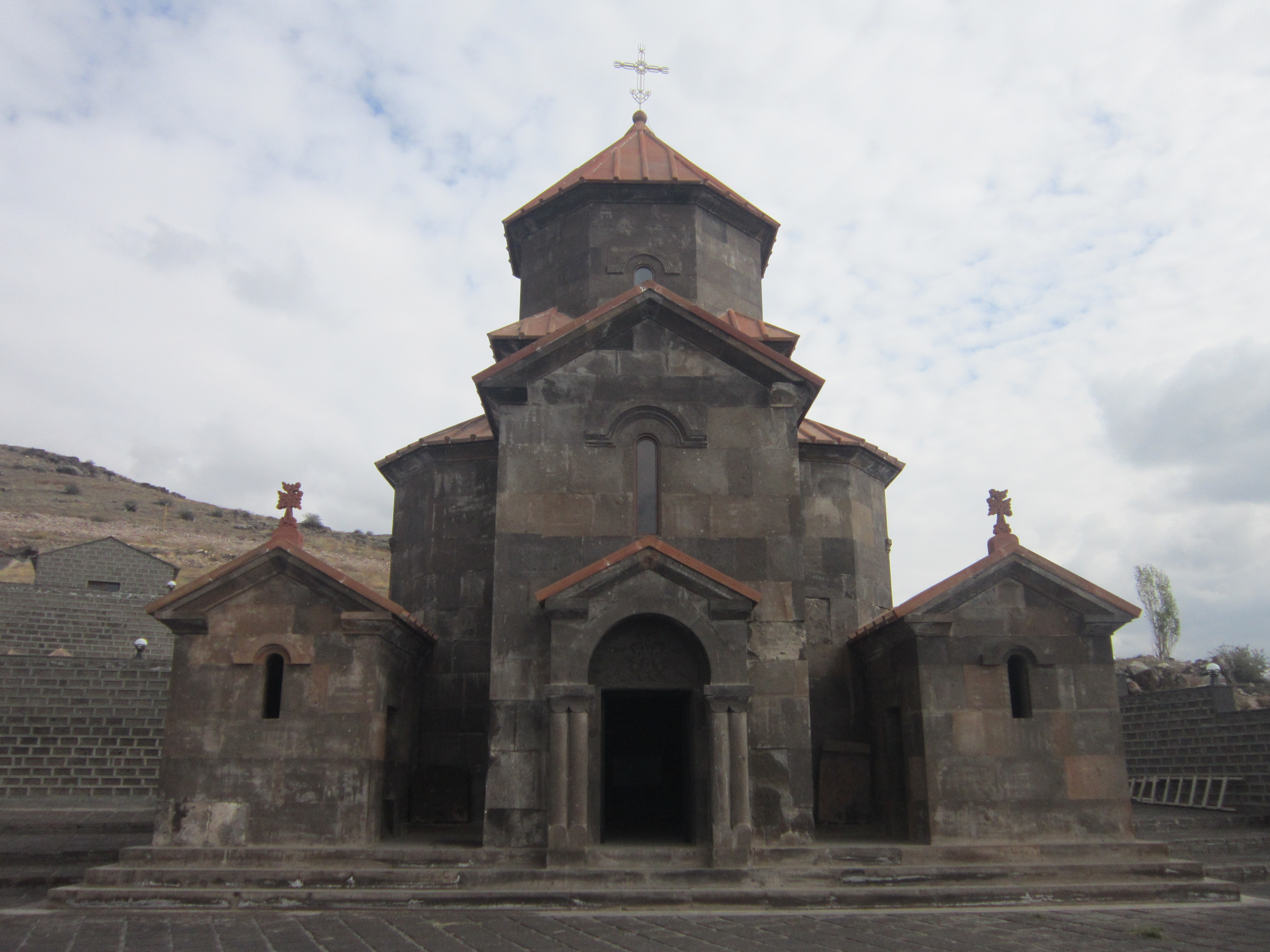
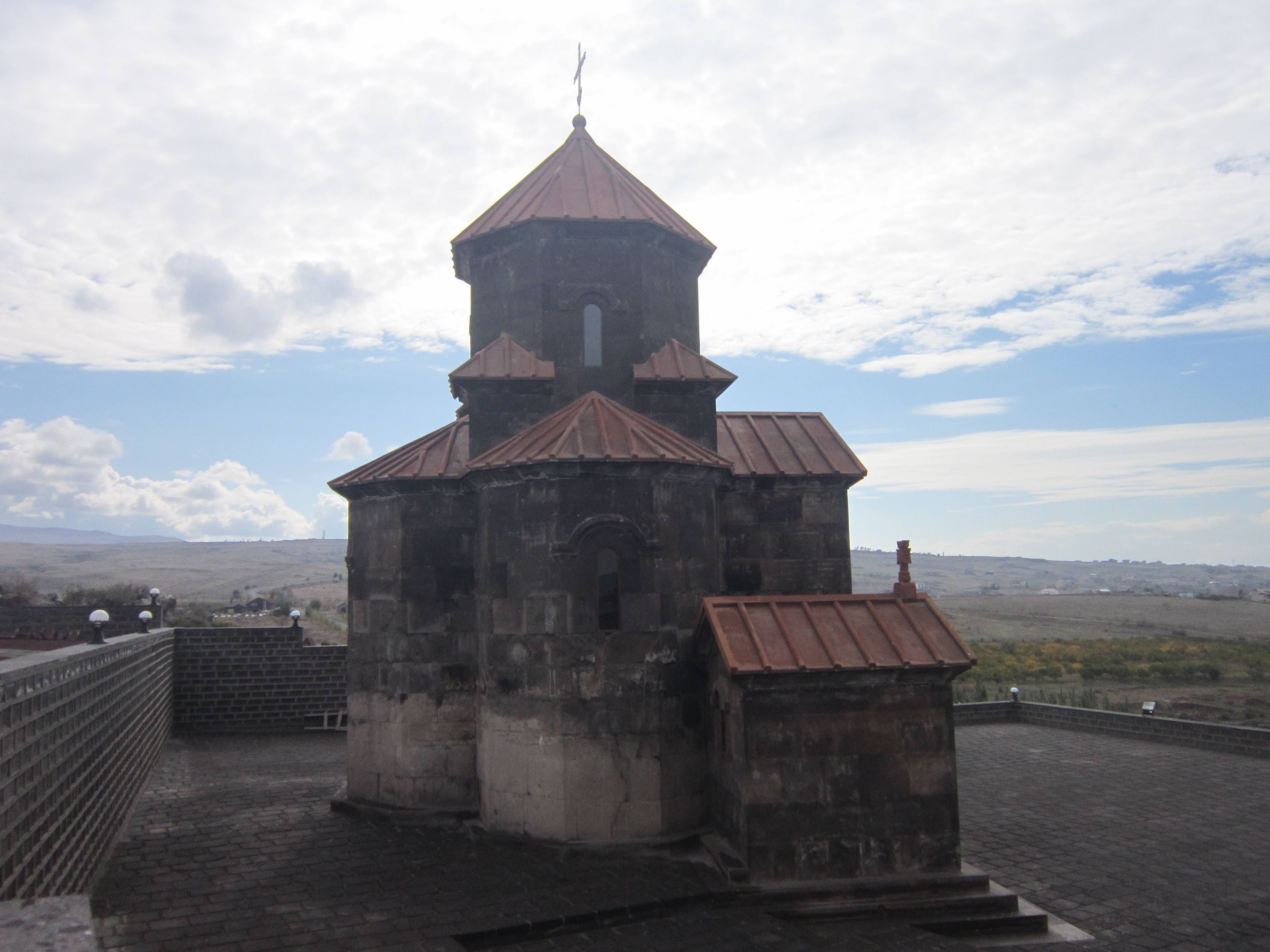
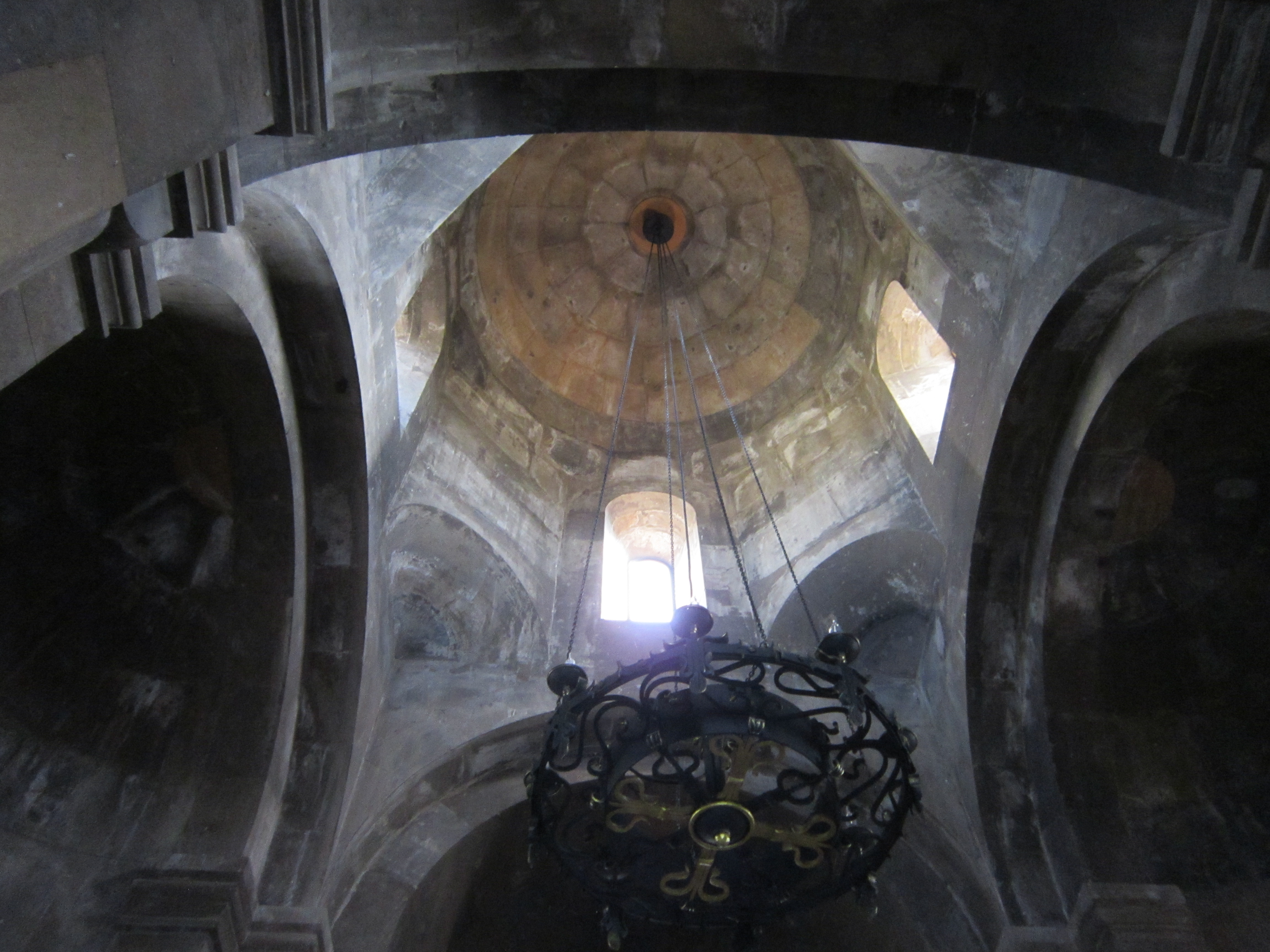
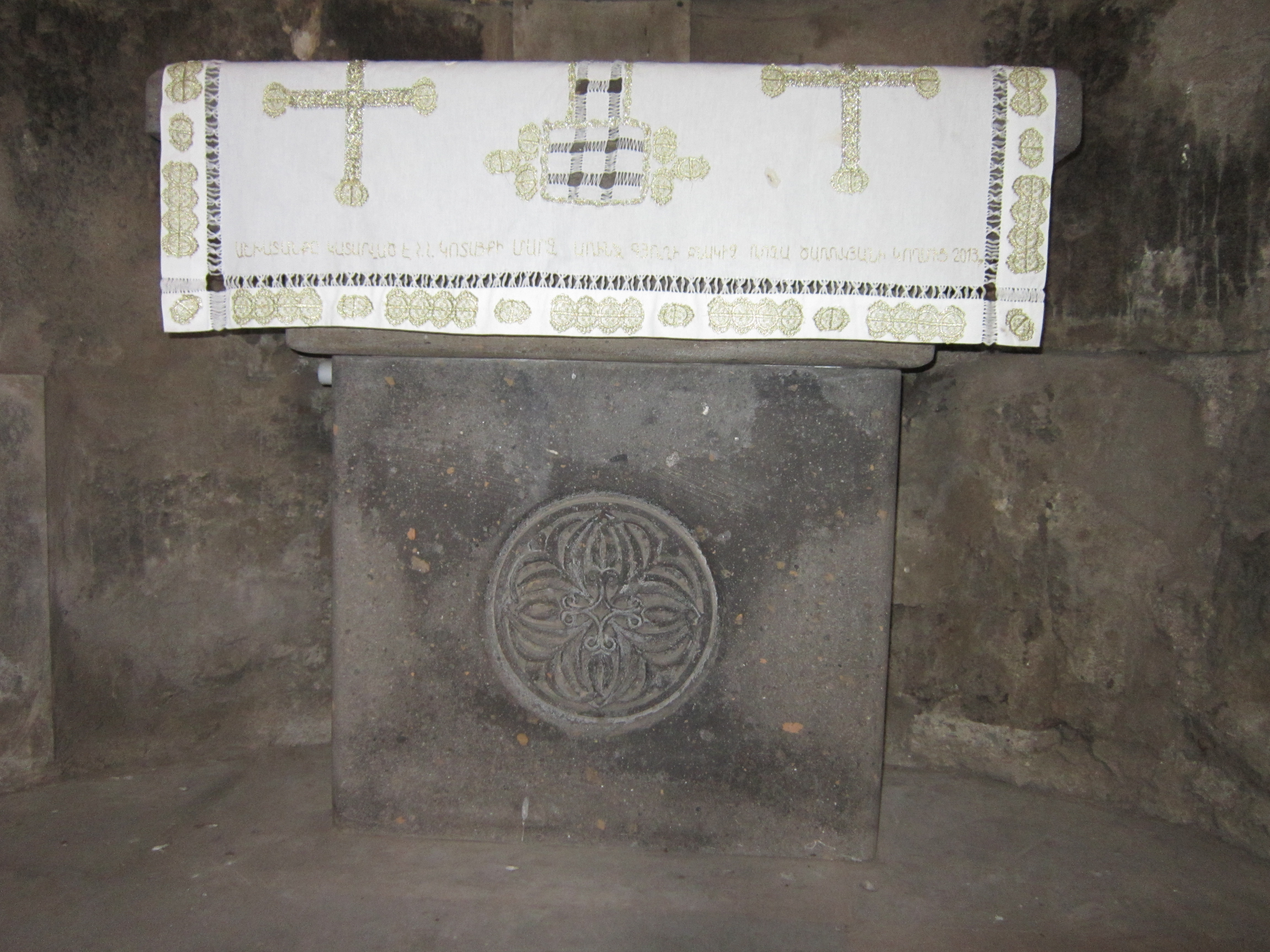
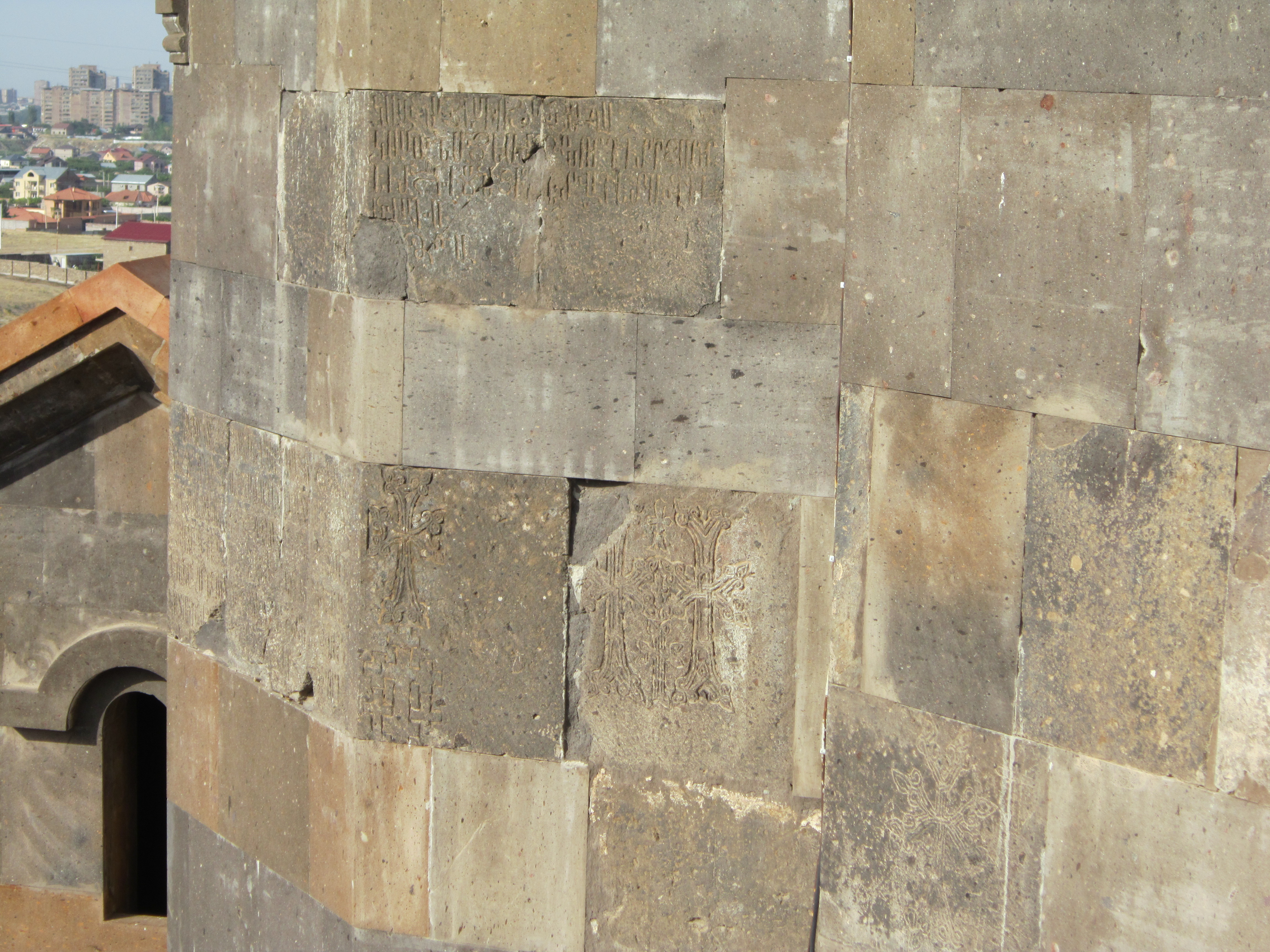
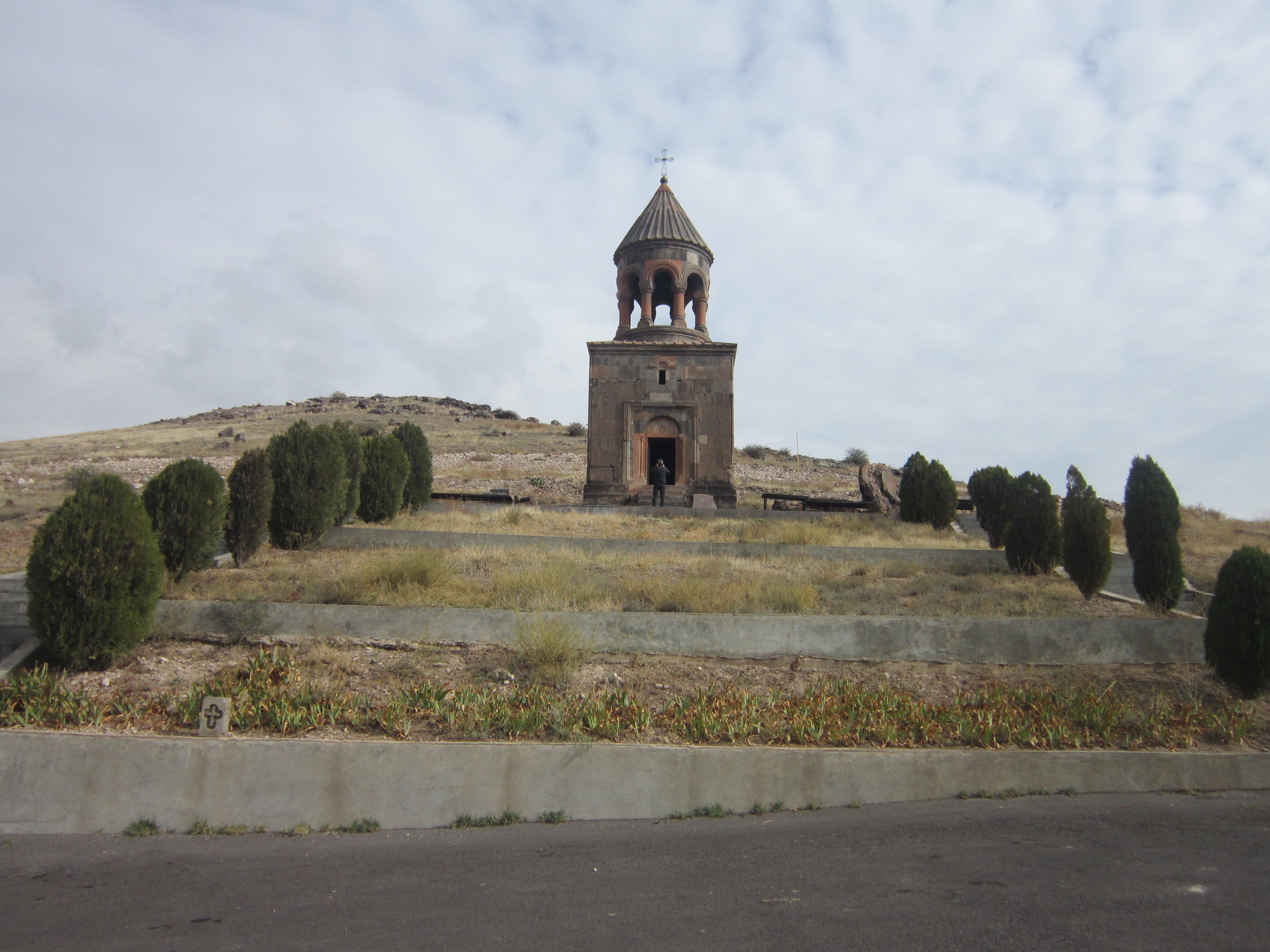
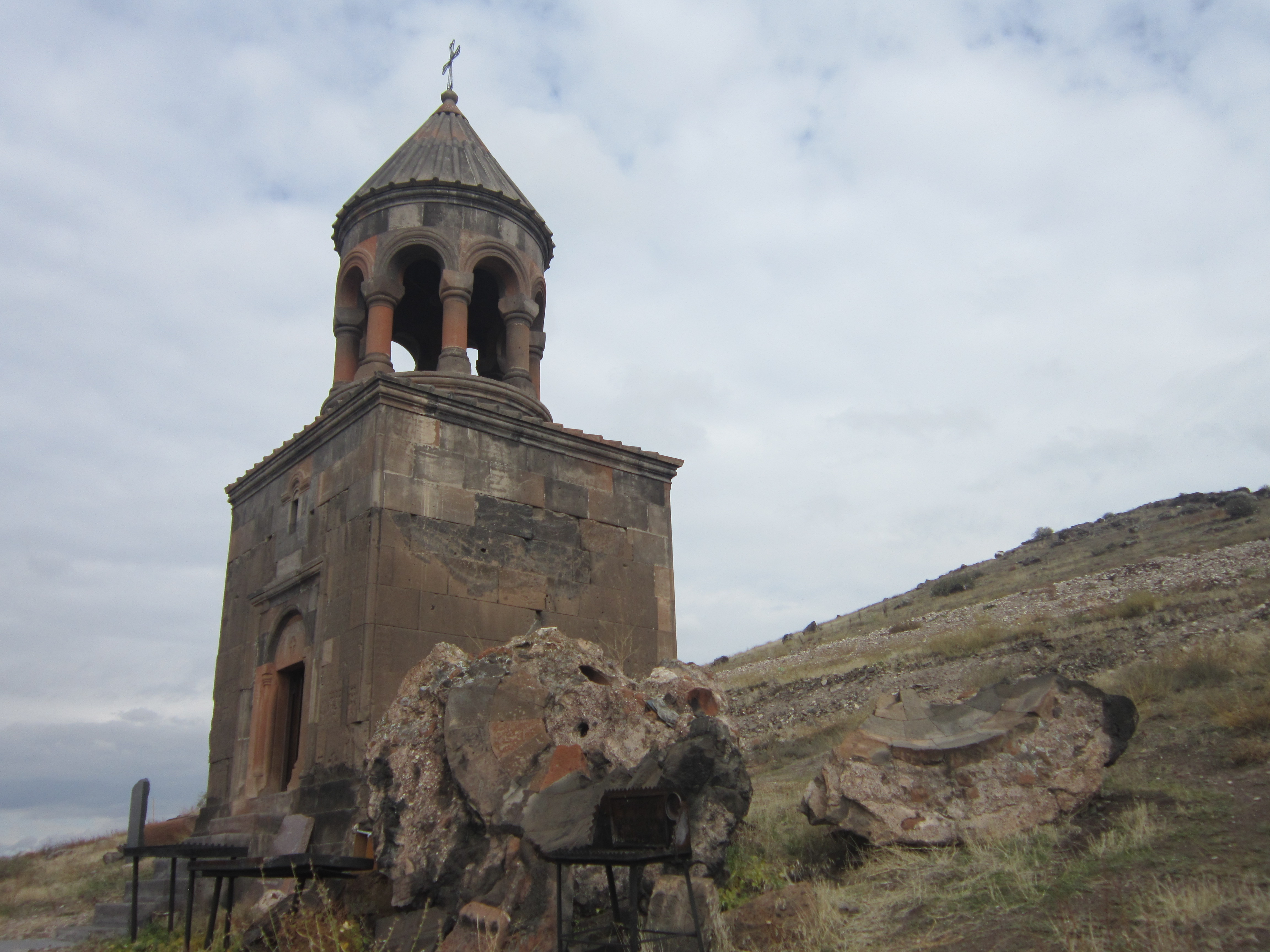
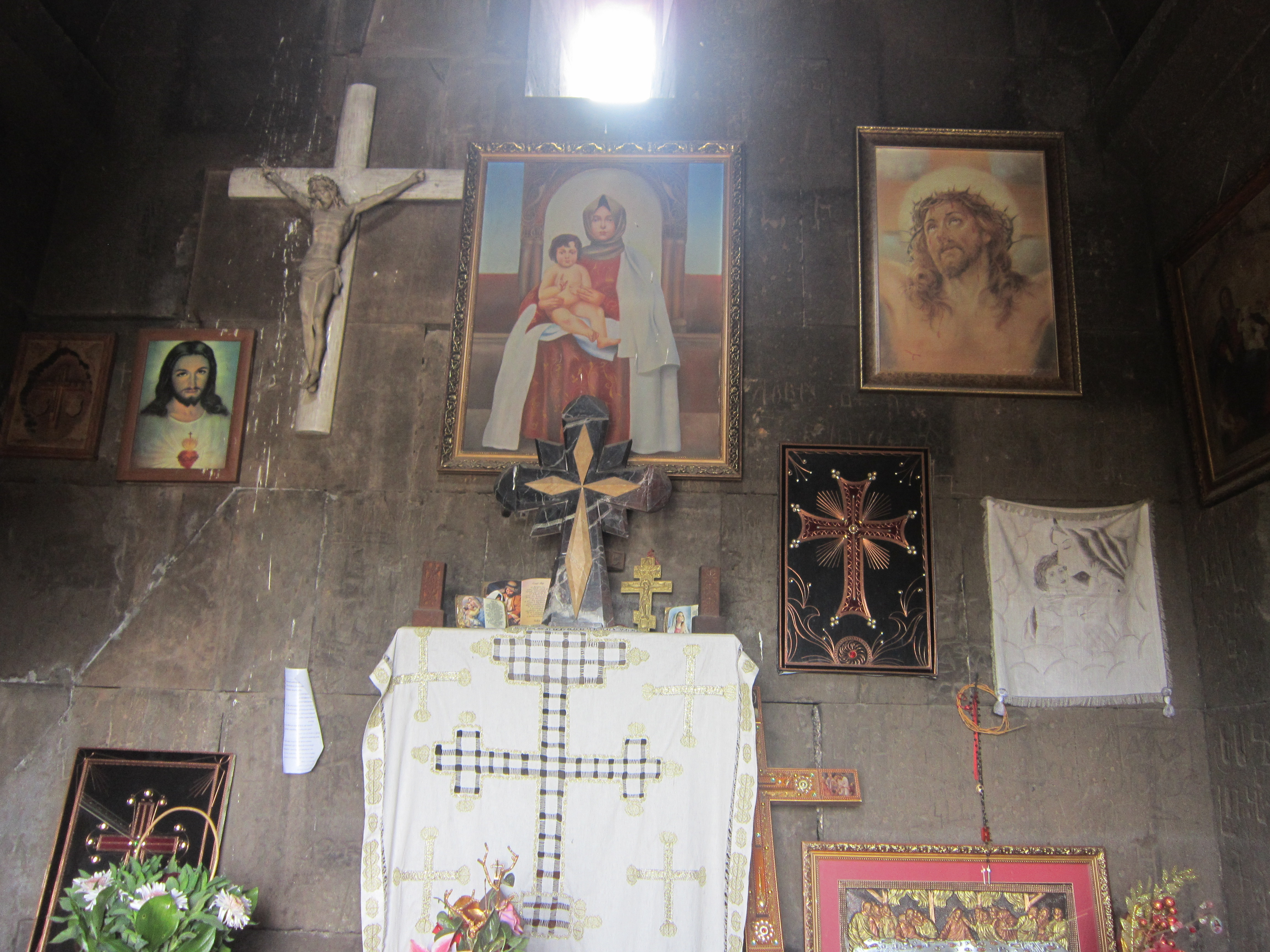
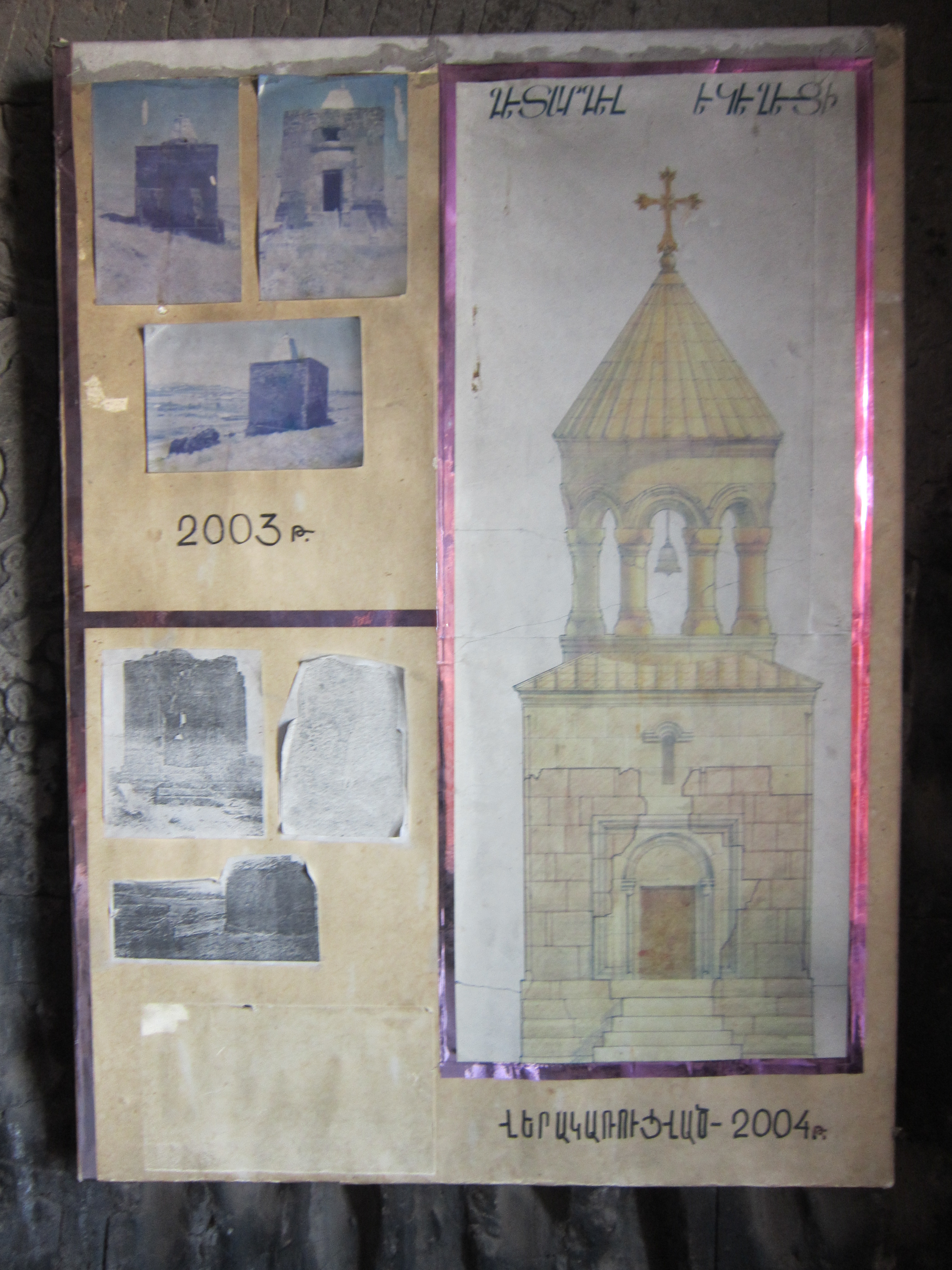
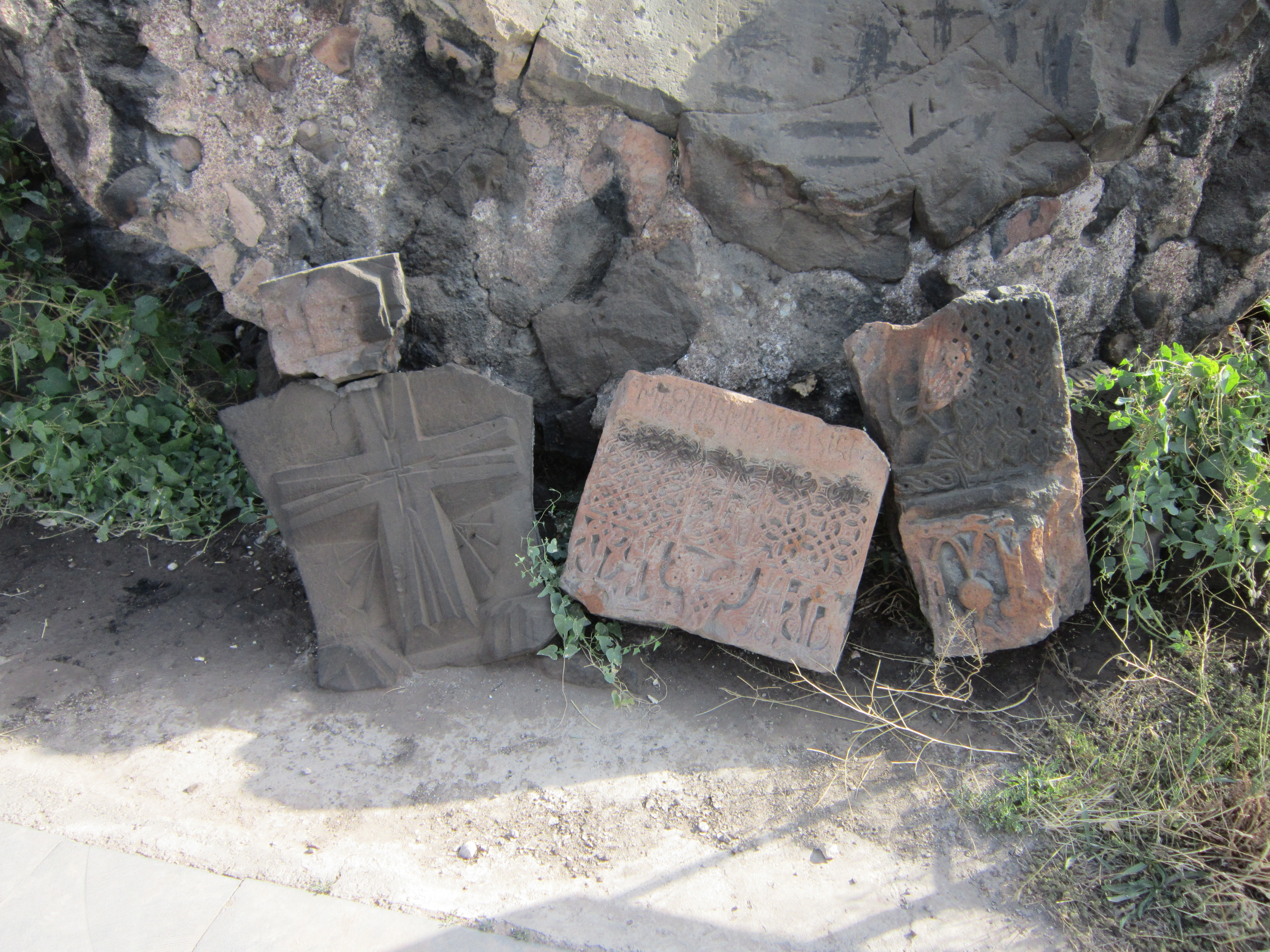
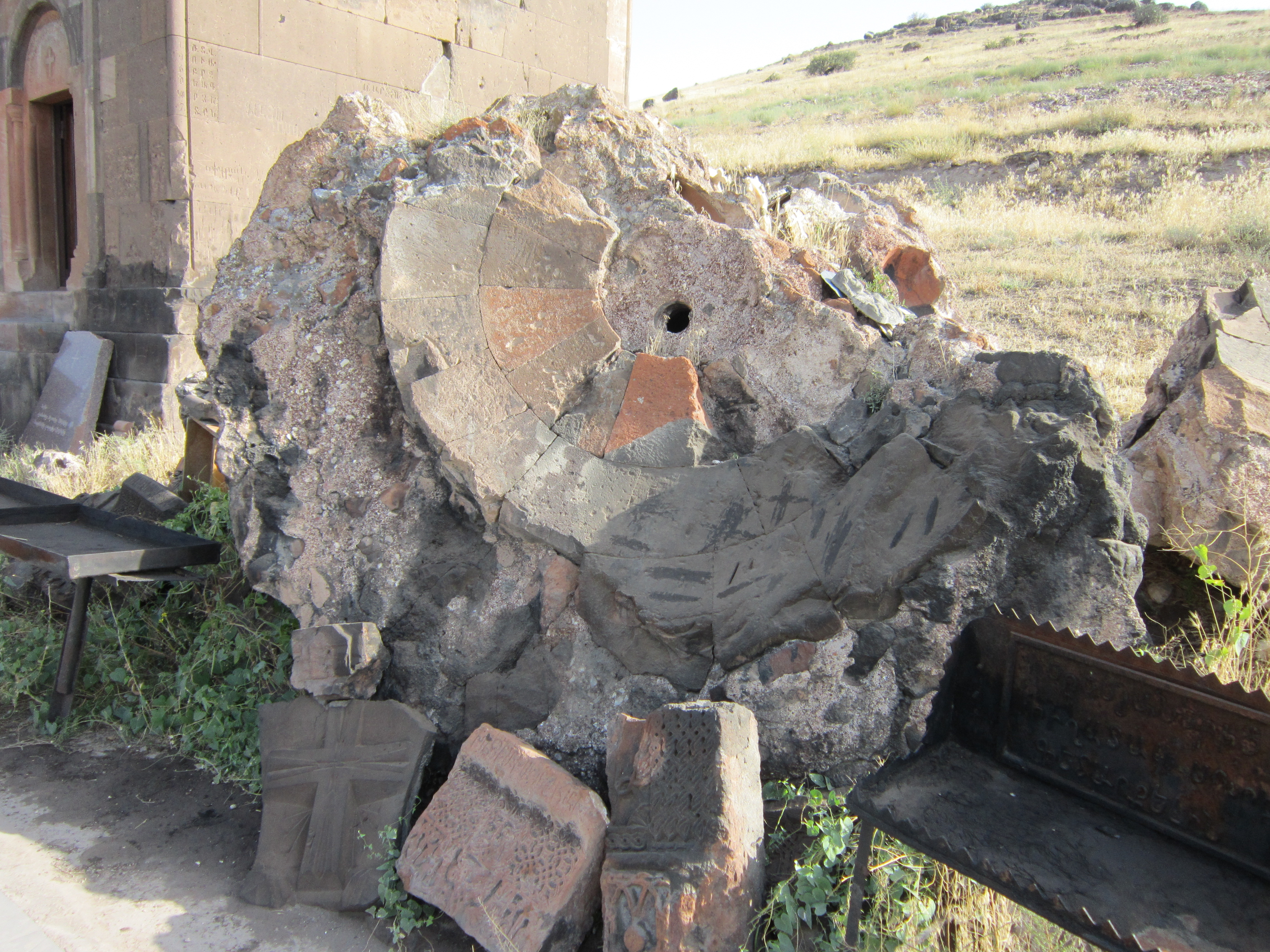
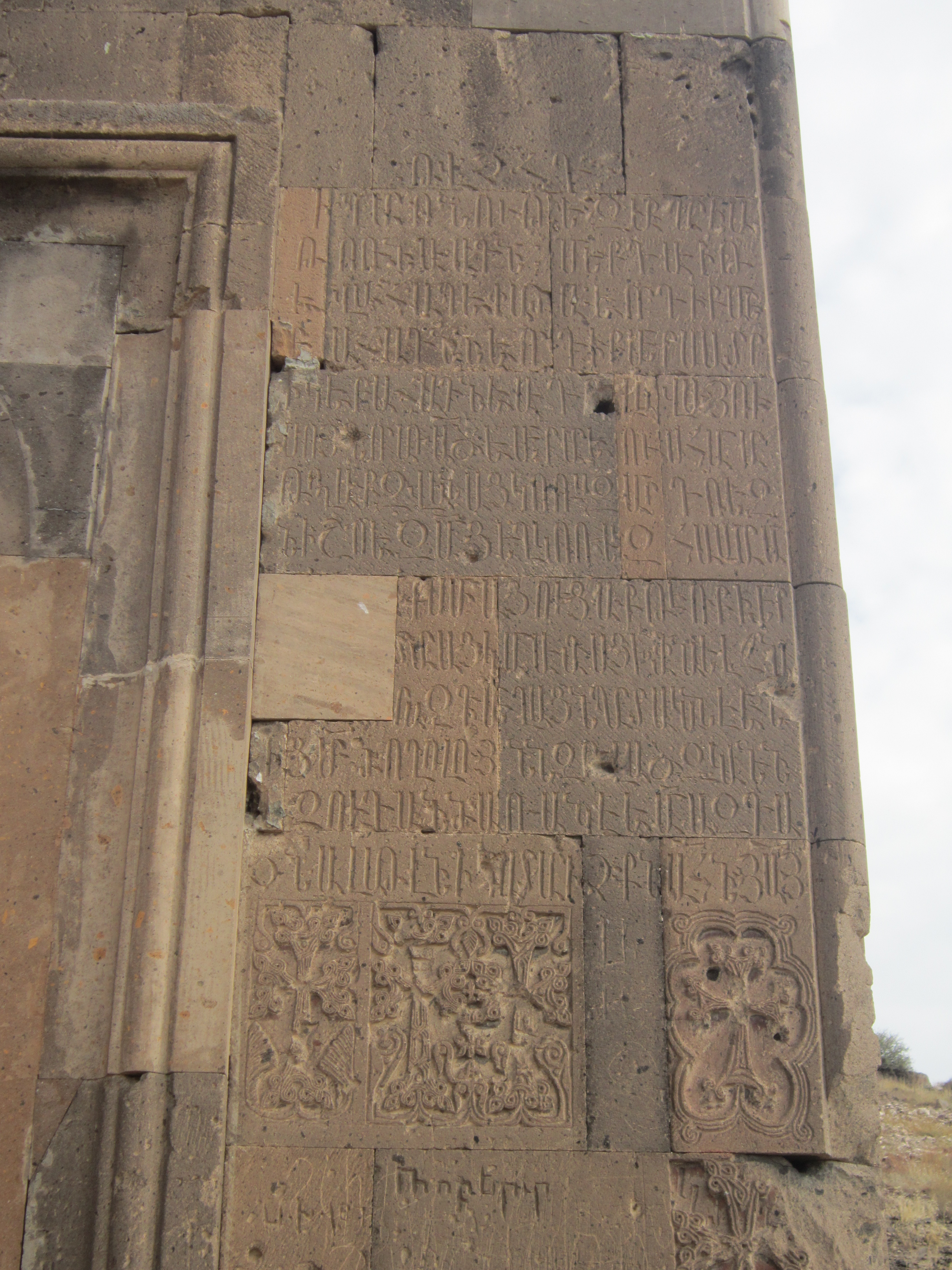